# San Felipe Tejalápam
San Felipe Tejalápam är en ort i Mexiko.   Den ligger i kommunen San Felipe Tejalápam och delstaten Oaxaca, i den sydöstra delen av landet, 400 km sydost om huvudstaden Mexico City. San Felipe Tejalápam ligger 1 654 meter över havet och antalet invånare är 2 308.
Terrängen runt San Felipe Tejalápam är kuperad västerut, men österut är den platt. Runt San Felipe Tejalápam är det ganska tätbefolkat, med 230 invånare per kvadratkilometer. Närmaste större samhälle är Oaxaca de Juárez, 14,8 km öster om San Felipe Tejalápam. Trakten runt San Felipe Tejalápam består i huvudsak av gräsmarker.